# Magen Abrahamsynagoge (Ahmedabad)
De Magen Abrahamsynagoge is een synagoge in Ahmedabad, India, en de enige in de staat Gujarat. Het werd gebouwd in 1933-1934 met behulp van donaties van leden van Bene Israël, een Joodse etnische groep die een unieke identiteit ontwikkelde in India.

## Achtergrond
De hoeksteen werd op 19 oktober 1933 gelegd. Bijna een jaar later, op 2 september 1934, werd de synagoge ingewijd. Het is gebouwd in art decostijl met marmeren geblokte vloeren en een grote ark, in een Indo-Judaica architectonische vorm. Het meubilair bestaat uit verplaatsbare banken die zijn gerangschikt rond een centrale bima (בּימה), een podium voor de redenaar. De aron hakodesj bevat meerdere Thora's van verschillende formaten. In vergelijking met andere synagogen in India is het vrouwenbalkon ongewoon doordat het niet wordt ondersteund door pilaren. Verder zijn er verschillende religieuze artefacten in de synagoge te vinden, zoals glas-in-loodramen en kroonluchters.
Veel gezinnen zijn de afgelopen decennia naar Israël, Canada en de Verenigde Staten geëmigreerd waardoor de Joodse gemeenschap van Ahmedabad aanzienlijk is gekrompen. In 2015 telde de Magen Abrahamsynagoge nog maar 139 leden.
De synagoge is opgenomen in de erfgoedlijst van de stad.